# Mårdäng västra
Mårdäng västra är en bebyggelse i Hille socken i Gävle kommun. Området ingick i 2015 års avgränsning i småorten Mårdäng]. Vid avgränsningen 2020 delades Mårdäng upp i två småorter där denna västra del av Mårdäng benämns Mårdäng västra.